# НЕВОД

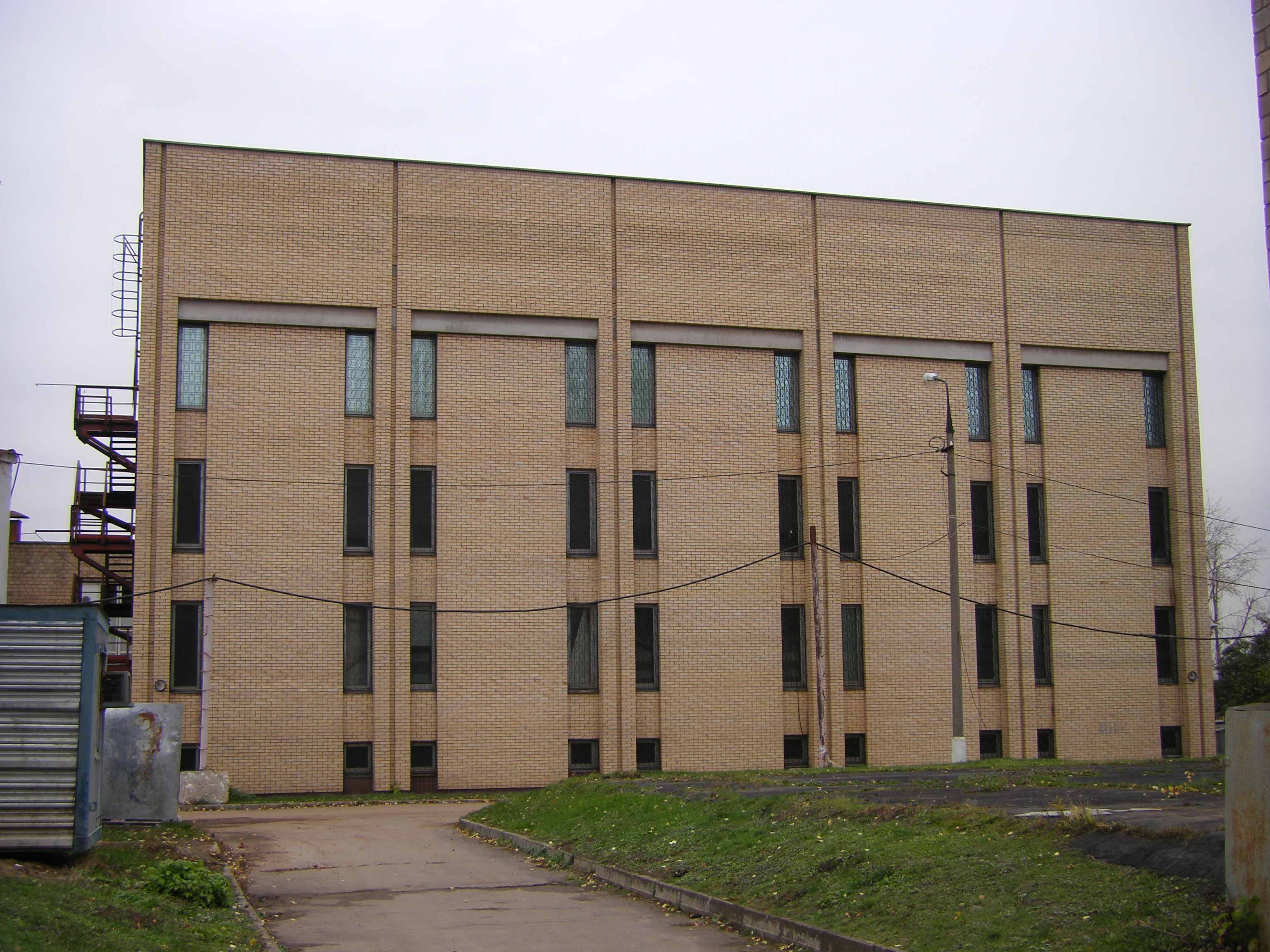
Будівля НЕВОДу

НЕВОД (рос. НЕВОД, НЕйтринный ВОдный Детектор, російською мовою означає «невід») — нейтринний детектор та експеримент з космічними променями, який намагається виявляти черенковське випромінювання, утворене в результаті взаємодії заряджених частинок (переважно мюонів) з водою. За заявою співробітників, це перша спроба виконати такі вимірювання на поверхні Землі, і саме розташування експерименту на поверхні дозволяє досліджувати не тільки нейтрино, але й космічні промені. НЕВОД розташований у Московському інженерно-фізичному інституті.

## Історія
В 1988 році на базі Мюонної лабораторії кафедри №7 було створено Науково-освітній центр НЕВОД. Детектор НЕВОД розпочав роботу в 1994 році та був описаний в журналі в 1995 році і відтоді використовується як для наукових досліджень, так і для освітніх цілей. З початку роботи експерименту НЕВОД до початкового черенковського детектора було додано багато нових детекторів, які з часом утворили цілий «Експериментальний комплекс НЕВОД». Сам черенковський детектор неодноразово модернізувався, зокрема в 2015—2016 роках.

## Опис
Як описано його винахідниками, НЕВОД складається з резервуару з водою розміром 9×9×26 м3, у якому розміщена просторова решітка квазісферичних детекторних модулів для реєстрації черенковського випромінювання з будь-якого напрямку. Розміри резервуару дозволяють розмістити до 241 детекторних модулів.
Квазісферичні модулі насправді не є сферичними, а складаються з масиву з 6 фотоелектронних помножувачів, розташованих уздовж головних осей приладу. Розташування ФЕП таке, що їхній сигнал залежить лише від інтенсивності падаючого випромінювання, але не від його кута падіння, що робить весь детектор «квазісферичний».

## Експериментальний комплекс НЕВОД
Термін «Експериментальний комплекс НЕВОД» використовується для позначення експериментального комплексу, побудованого навколо оригінального водного черенковського детектора для дослідження космічних променів. Станом на 2018 рік до складу експериментального комплексу входять: черенковський водний детектор (детектор НЕВОД), координатно-трековий детектор DECOR, масив сцинтиляційних детекторів, що утворюють систему калібрувальних телескопів CTS, масив детекторів теплових нейтронів PRISMA. Станом на 2018 рік будуються три нові детектори космічного випромінювання: НЕВОД-ЕАС (для визначення параметрів атмосферних злив космічних променів), УРАН (детектор нейтронів) і ТРЕК (детектор дрейфової камери). Станом на 2016 рік до експериментального комплексу також входив мюонний годоскоп УРАГАН.